# Frankfurt Major 2015
Das Frankfurt Major war ein Turnier in der E-Sport-Disziplin Dota 2. Es fand zwischen dem 13. und dem 21. November 2015 in Frankfurt am Main statt. Austragungsort war die Festhalle Frankfurt. Es war das erste von drei Turnieren, das Valve in den Jahren 2015 und 2016 ausgetragen hat. Das Turnier hat das Team OG mit 3:1 gegen Team Secret gewonnen. Sie gewannen ein Preisgeld von 1.110.000 US-Dollar. Das gesamte Preisgeld belief sich auf 3.000.000 US-Dollar.

## Ablauf
Am 5. Oktober 2015 kündigten die Veranstalter des Turniers acht Teams an, die direkt zum Hauptevent eingeladen wurden. Die anderen acht Teams wurden durch regionale Qualifikationsspiele ermittelt. Pro Region gibt es zwei.
| Eingeladene Teams | Qualifizierte Teams   |
| ----------------- | --------------------- |
| CDEC Gaming       | OG (Europa)           |
| Evil Geniuses     | Alliance (Europa)     |
| Team Secret       | Cloud 9 (Amerika)     |
| Virtus.pro        | Unknown.xiu (Amerika) |
| LGD Gamin         | Newbee (China)        |
| Vega Squadron     | Newbee Young (China)  |
| EHOME             | Mineski (Südostasien) |
| ViCi Gaming       | fnatic (Südostasien)  |

Eigentlich war das Team Invictus Gaming für das Turnier qualifiziert, der Mannschaftskapitän, Su „super“ Peng, erhielt jedoch kein Visum für Deutschland und sie hatten keine Ersatzspieler, die den Kapitän hätten ersetzen können, angegeben. Anstelle von IG wurde Newbee Young eingeladen, dieses Team war bei den Qualifikationsspielen der Region China dritter geworden und rückte so nach.
Anschließend startet die Gruppenphase. Dabei werden Gruppen mit je vier Teams gebildet und in dieser Gruppe werden die ersten Spiele ausgetragen. Die Spiele werden per Double knock-out-System gespielt: Team A spielt gegen Team B; Team C gegen Team D; die Gewinner spielen gegeneinander. Der Gewinner dieses Duells landet im oberen Bracket. Die beiden Teams, die ihre ersten Spiele verloren haben, treten gegeneinander an; der Gewinner spielt gegen den Verlierer des ersten Spiels um einen Platz im oberen Bracket. Der Gewinner landet ebenfalls im oberen Bracket. Die Verlierer werden ins untere Bracket einsortiert. Alle Spiele werden im Best-of-Three-Modus ausgetragen.
| Platzierungen am Ende der Gruppenphase | Platzierungen am Ende der Gruppenphase | Platzierungen am Ende der Gruppenphase | Platzierungen am Ende der Gruppenphase |
| Gruppe A                               | Gruppe B                               | Gruppe C                               | Gruppe D                               |
| -------------------------------------- | -------------------------------------- | -------------------------------------- | -------------------------------------- |
| Evil Geniuses                          | ViCi Gaming                            | Team Secret                            | CDEC Gaming                            |
| Virtus.pro                             | Vega Squadron                          | LGD Gaming                             | Mineski                                |
| Newbee                                 | OG                                     | Cloud 9                                | EHOME                                  |
| fnatic                                 | Unknown.xiu                            | Newbee Young                           | Alliance                               |

Vorteil des oberen Brackets ist, dass dort eine Niederlage erlaubt ist: Das Team, das dort verloren hat, wird ins untere Bracket eingeteilt, verliert es jedoch im unteren Bracket noch eine Runde, scheidet es aus dem Turnier aus. Teams, die direkt im unteren Bracket starten, scheiden sofort aus dem Team aus, wenn sie eine Runde verloren haben.
Team Secret gewann das obere Bracket und OG das untere. Das Finale, das im Best-of-Five-Modus ausgetragen wurde, konnte OG mit drei zu eins gewinnen.